# Fascellina hypochlora
Fascellina hypochlora är en fjärilsart som beskrevs av Swinhoe 1894. Fascellina hypochlora ingår i släktet Fascellina och familjen mätare. Inga underarter finns listade i Catalogue of Life.